# Càstor de Karden
Càstor de Karden (Aquitània?, primera meitat del s. IV - Karden, Germània, 389) fou un sacerdot i anacoreta. És venerat com a sant per diverses confessions cristianes. Nascut probablement a Aquitània, va ser educat, cap al 345, per Sant Maximí, bisbe de Trèveris, que l'ordenà prevere. Posteriorment es va retirar a fer vida eremítica a Treis-Karden (vall del Mosel·la, actual Renània-Palatinat), amb alguns companys que formaren una petita comunitat cenobítica. Entre els seus companys hi havia els futurs sants Potencí i els fills d'aquest, Felici i Simplici. Va morir a Karden el 389, a una edat molt avançada. Al 791 hi ha notícia d'un reliquiari de Càstor, que fou traslladat a la Paulinuskirchen de Karden. En 836, fou novament traslladat, ara a la Basilika Sankt Kastor de Coblença (Alemanya), d'on és patró. La seva festa es commemora el 13 de febrer.

## Notes

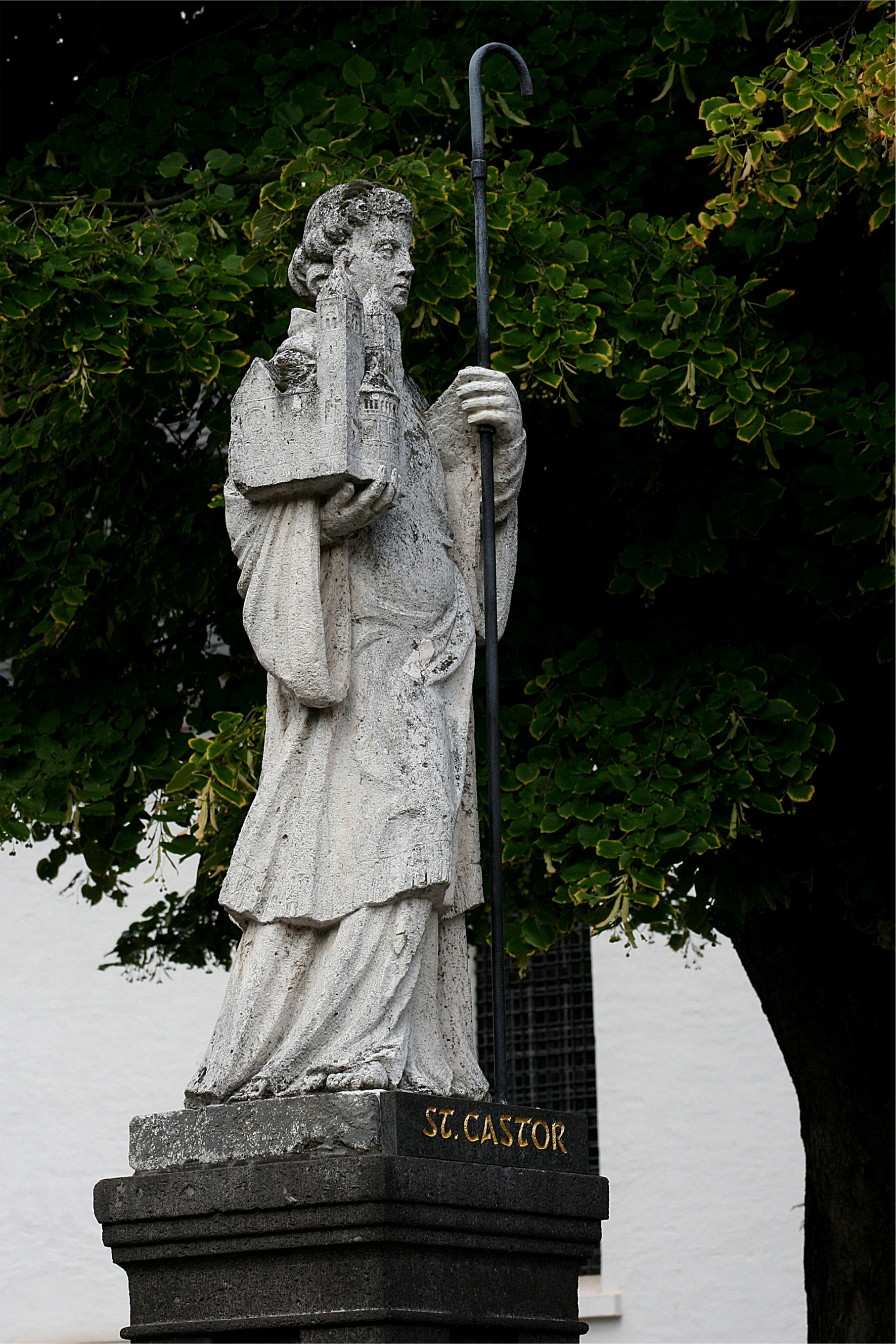
Escultura del sant a una font de Karden
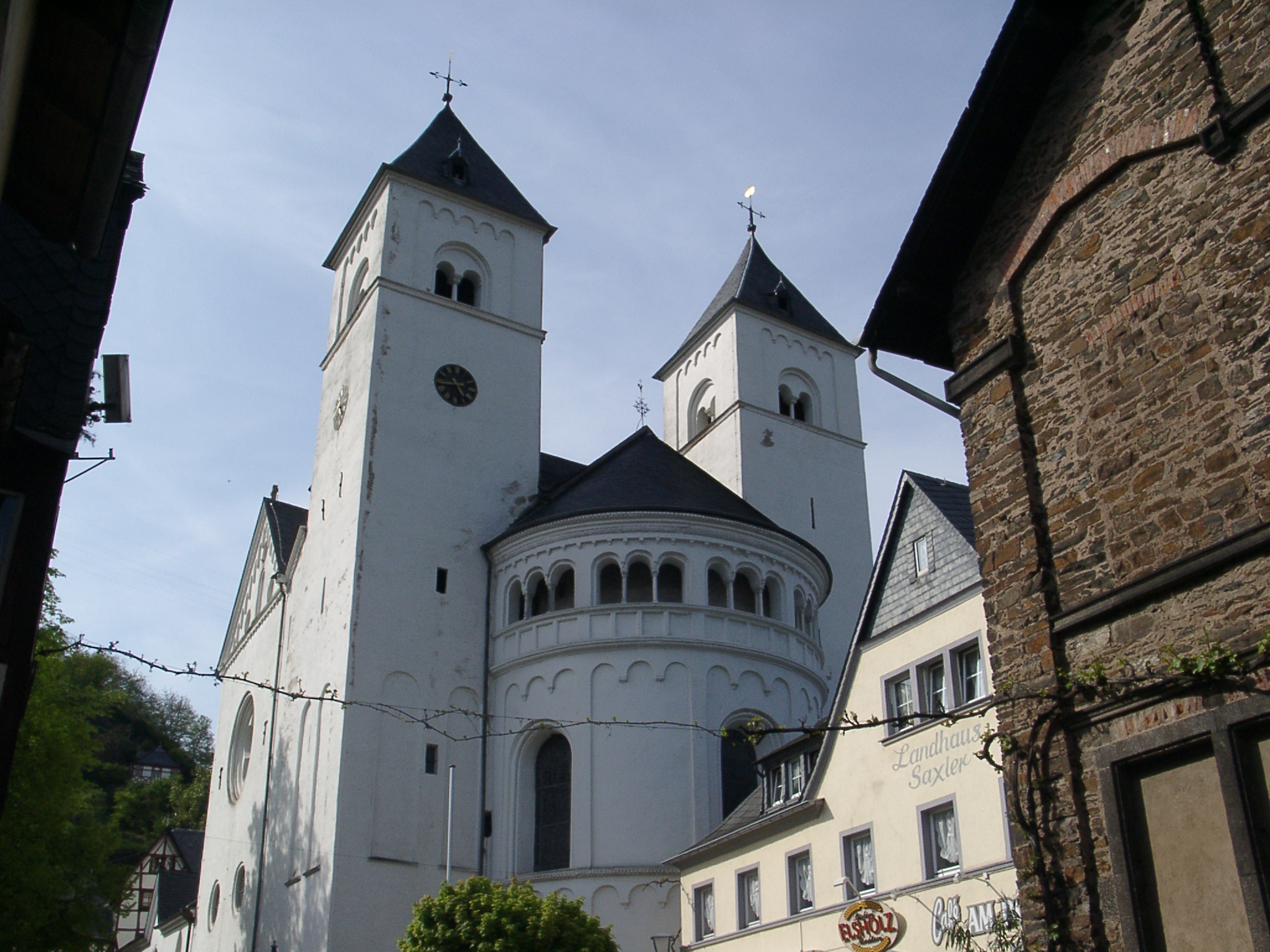
Església de Karden, del monestir fundat per Càstor
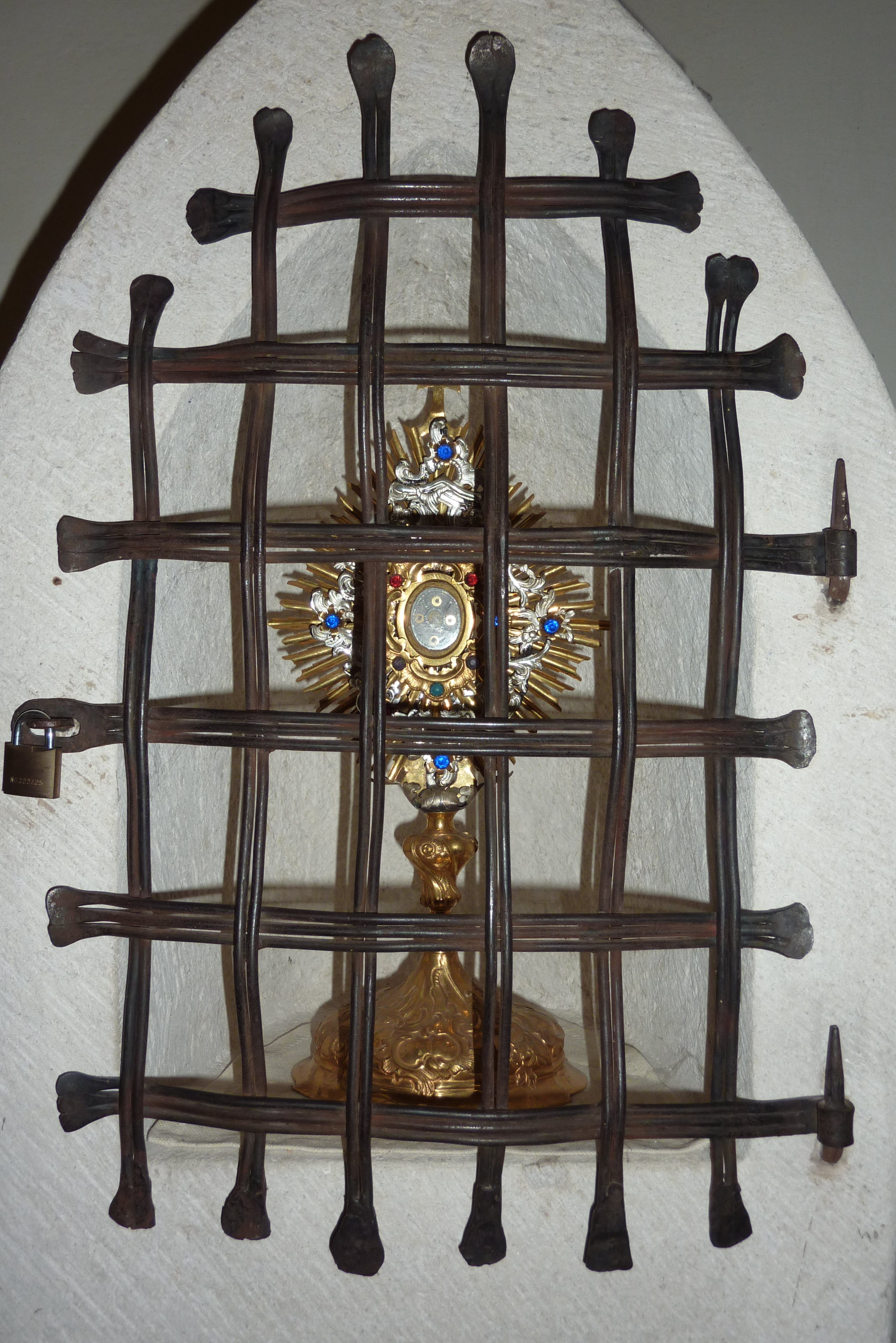
Reliquiari a Weiler bei Mayen
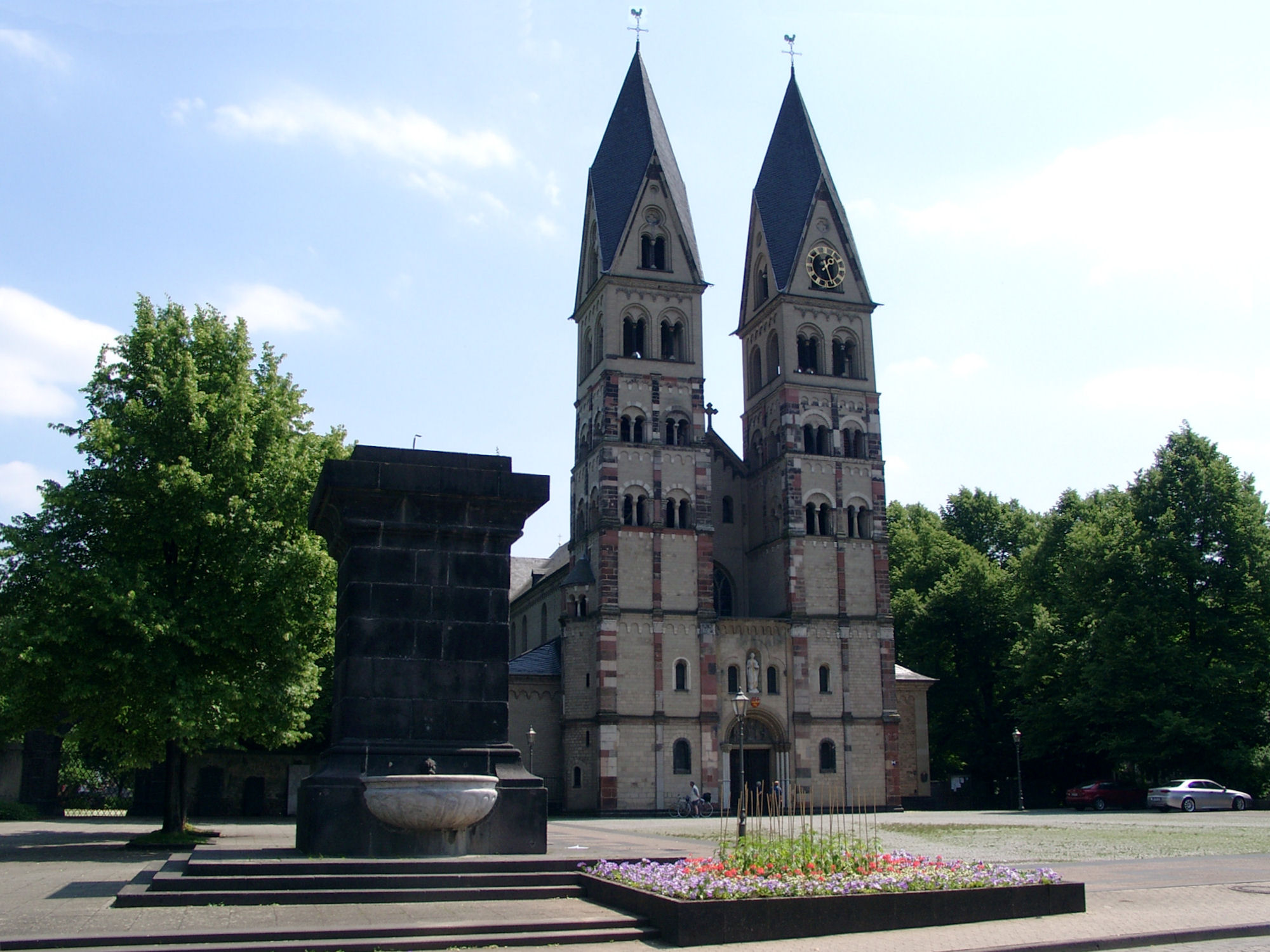
Kastorkirche i Kastorbrunne (església i font de Càstor) a Coblença
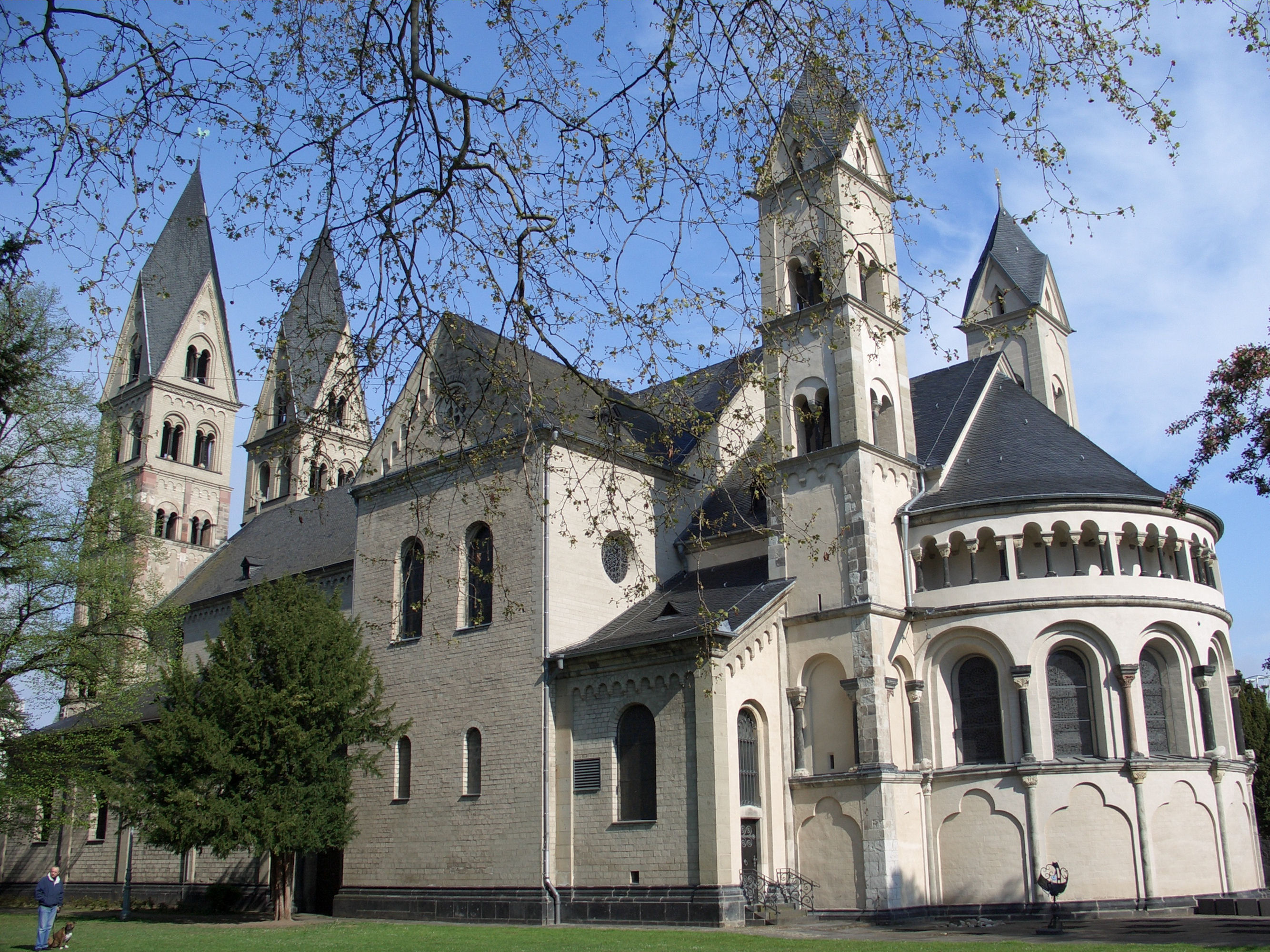
Basílica de Coblença
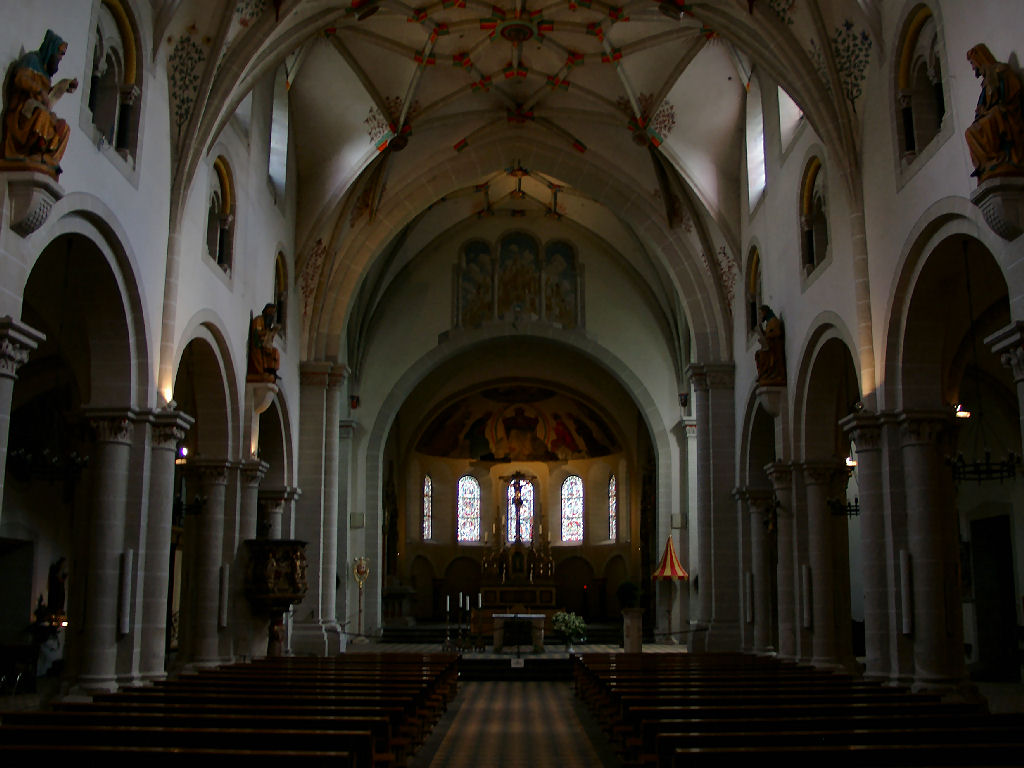
Interior de la basílica de Coblença